# Фенодамант
Фенода́мант (др.-греч. Φοινοδάμας, или Ги́ппот) — в греческой мифологии знатный троянец, чья дочь попала в Сицилию и стала матерью Акеста. Предание впервые изложено у Ликофрона, повествование у Сервия и Цеца о нём различаются в деталях и называют разные имена.
Согласно Ликофрону и рассказу Цеца, у Фенодаманта было три дочери. Когда Посейдон, разгневавшись на царя Лаомедонта, наслал на Трою морское чудовище, царь хотел принести в жертву Посейдону одну из дочерей Фенодаманта, однако тот убедил народное собрание, что следует принести в жертву царевну Гесиону, дочь Лаомедонта (за что Ликофрон называет Фенодаманта «болтуном»). В гневе Лаомедонт убил Фенодаманта и его сыновей, а дочерей отправил на корабле, приказав бросить диким зверям. Моряки высадили их в земле лестригонов (то есть на побережье Сицилии), где они построили святилище Афродиты, а Эгеста родила от речного бога Кримиса, принявшего облик собаки, сына. Дионисий Галикарнасский вовсе не называет имя отца дочерей, но упоминает, что Лаомедонт предал смерти по какому-то обвинению его и его сыновей, а дочерей отдал купцам, причем мужем Эгесты был юный троянец.
По рассказу Сервия, троянец Гиппот сам отослал свою дочь в Сицилию, чтобы не приносить её в жертву вместо Гесионы морскому чудовищу (спор с Лаомедонтом возник из-за неясного оракула Аполлона), и та родила от Кримиса сына.
Поэтому Вергилий называет Акеста «троянцем по крови», и ему приписывает строительство храма Венеры.